# Конформізм
Конформí́зм (від пізньо, лат. conformis — «подібний», «схожий») — морально-політичний термін, що означає пасивне, пристосовницьке прийняття готових стандартів у поведінці, безапеляційне визнання реального стану речей, законів, норм, правил, безумовне схиляння перед авторитетами, ігнорування унікальності поглядів, інтересів, уподобань, естетичних та інших смаків окремих людей і т. д.
Конформізм означає відсутність власної позиції домінантності, безпринципна і некритична покора певній моделі, що володіє найбільшою силою тиску (думка більшості, визнаний авторитет, традиція тощо).
Умберто Еко розглядає конформізм як прояв «нездатності середньої людини звільнитися від формальних систем, що нав'язані їй ззовні, а не набуті завдяки власному дослідженню реальності, … результат пасивного засвоєння тих норм розуміння і судження, які ототожнюються з «хорошою формою» як в моралі, так і в політиці, як в дієтиці, так і в моді — на рівні естетичних смаків і педагогічних принципів».
Конформність — здатність до конформізму, піддатливість людини до реального чи уявного тиску іншої людини або групи, що виявляється у зміні її поведінки і настанов у відповідність до раніше не поділюваної позиції.
Нонконформізм, як один із основних видів девіантної поведінки виділив Роберт Мертон.

## Види конформності
Традиційно виділяють два види конформності:
- Внутрішня, котра пов'язана з дійсним переглядом людиною своїх позицій, поглядів. Порівнюється з самоцензурою.
- Зовнішня, яка пов'язана з уникненням того, щоб на зовнішньому, поведінковому рівні протиставити себе суспільству. У такому разі внутрішнього прийняття думки, позиції не відбувається. Конформізм і проявляється на зовнішньому, поведінковому рівні, а не на особистісному.

Існують і інші класифікації видів конформності, наприклад, Г. Келмен виділив:
- Підкорення передбачає лише зовнішнє прийняття впливу, виявляється виключно під час присутності джерела впливу, думка ж залишається власною.
- Ідентифікація має два різновиди
  - Під час класичної ідентифікації індивід намагається уподібнюватися джерелу впливу. Причиною цього є наявність у цього джерела впливу бажаних для засвоєння індивідом рис.
  - Під час рецепторно-рольових стосунків кожен учасник чекає від іншого певної поведінки і сам намагається виправдати очікування партнера. Позиції, які прийняті через ідентифікацію, не інтегровані з ціннісною системою особистості, а ізольовані від неї.

- Інтерналізація передбачає збіг (частковий або повний) думок, висловлених певною особою або групою з системою цінностей даної конкретної особи. Через дію процесу інтерналізації поведінка члена групи стає відносно незалежною від зовнішніх впливів